# Триграмма (анализ текста)
Триграммы являются частным случаем n-грамм, где n равно 3. Они часто используются в обработке естественного языка для проведения статистического анализа текстов и в криптографии для контроля и использования шифров и кодов.

## Частотность
Контекст очень важен, варьирование рангов и процентов анализа легко выводится на основе разных размеров выборки, разных авторов; или разных типов документов: поэзия, научная фантастика, технологическая документация; и уровней написания: рассказы для детей против взрослых, военные приказы и рецепты.

Типичный криптоаналитический частотный анализ показывает, что 16 наиболее распространенными триграммами уровня символов в английском языке являются:
| Место | Триграмма | Частотность (Разные источники) |
| ----- | --------- | ------------------------------ |
| 1     | the       | 1.81 %                         |
| 2     | and       | 0.73 %                         |
| 3     | tha       | 0.33 %                         |
| 4     | ent       | 0.42 %                         |
| 5     | ing       | 0.72 %                         |
| 6     | ion       | 0.42 %                         |
| 7     | tio       | 0.31 %                         |
| 8     | for       | 0.34 %                         |
| 9     | nde       |                                |
| 10    | has       |                                |
| 11    | nce       |                                |
| 12    | edt       |                                |
| 13    | tis       |                                |
| 14    | oft       | 0.22 %                         |
| 15    | sth       | 0.21 %                         |
| 16    | men       |                                |

Поскольку в шифрованных сообщениях, отправляемых по телеграфу, часто опускаются знаки препинания и пробелы, криптографический частотный анализ таких сообщений включает триграммы, которые пересекают границы слов. Это приводит к тому, что такие триграммы, как «edt», встречаются часто, хотя они могут никогда не встречаться ни в одном слове этих сообщений.

## Примеры
Предложение «The quick red fox jumps over the lazy brown dog» имеет следующие триграммы на уровне слов:
```
the quick red
quick red fox
red fox jumps
fox jumps over
jumps over the
over the lazy
the lazy brown
lazy brown dog
```

А триграмма уровня слова «the quick red» имеет следующие триграммы уровня символов (где знак подчеркивания «_» обозначает пробел):
```
the
he_
e_q
_qu
qui
uic
ick
ck_
k_r
_re
red
```